# Барро, Роберт
Ро́берт Джо́зеф Ба́рро (англ. Robert Joseph Barro, 28 сентября 1944) — американский экономист, специализирующийся на классической макроэкономике, профессор экономики имени Пола Варбурга в Гарвардском университете.

## Биография
Мать Барро родом из Мукачево, отец — из Трансильвании.
В 1965 году получил степень бакалавра физики в Калифорнийском технологическом институте, в 1970 году — PhD в области экономики в Гарварде. Среди его преподавателей в бакалавриате был Ричард Фейнман. Барро вспоминал:

У Фейнмана было очень интересно учиться, но часто то, что он говорил, для меня оказывалось слишком сложным. Я понял, что не смогу стать выдающимся учёным в этой области.— 
В студенческие годы был либералом, считал, что решение любой проблемы включало вмешательство правительства, но позднее стал либертарианцем.
В 2006—2014 был академическим советником Федерального резервного банка Нью-Йорка, в 1998—2006 — колумнистом BusinessWeek, в 1991—1998 — приглашённым редактором Wall Street Journal. Соредактор Quarterly Journal of Economics.
У Барро две дочери и двое сыновей. Жена — Рейчел МакКлири, преподаватель экономического департамента Гарварда, занимается экономикой и религией. Барро в соавторстве с женой опубликовал несколько статей, а в 2019 году — книгу на тему взаимовлияния экономики и религии.

## Вклад в науку
Проект RePEc обозначил его как четвёртого наиболее влиятельного экономиста в современном мире по состоянию на август 2011 года на основании его академических исследований. Барро считается одним из основателей новой классической макроэкономики наряду с Робертом Лукасом и Томасом Сарджентом. В настоящее время является старшим научным сотрудником Гуверовского института Стэнфордского университета.
В 1988 году Робертом Барро предложена своя эндогенная модель экономического роста — модель Барро.
В 1993 году Роберт Барро в своей работе выступил соавтором кривой BARS — зависимости роста доли государственных расходов в ВВП к ускорению роста ВВП.
В 1995 году совместно с Хавьером Сала-и-Мартином разработал модель распространения технологий.